# Pagur
Pagur is een bestuurslaag in het regentschap Mandailing Natal van de provincie Noord-Sumatra, Indonesië. Pagur telt 1785 inwoners (volkstelling 2010).